# 柬埔寨JC国际航空
柬埔寨JC国际航空是一家柬埔寨已結業航空公司，以金边国际机场为枢纽机场。由中国云南省景成集团成立。

## 历史
柬埔寨JC国际航空是柬埔寨第二家中资航空公司，为景成集团独资建设，注册资本5,000万美元，2014年6月向柬埔寨商务部注册。2017年2月接收两架空中巴士A320-200客机，3月17日开始运营金边到暹粒和西哈努克市的航班。2022年2月退租4架飛機至中國，僅剩一架飛機。柬埔寨JC国际航空自2019年12月起拖欠员工薪。根据柬埔寨方面的最新消息，JC航空仅剩的一架空客A320客机（注册号：XU-993）也已经转让给了天空吴哥航空（英文名：SKY Angkor Airlines，IATA：ZA），JC航空目前没有任何航班、飞机运营。2023年2月，柬埔寨JC航空在申请破产后暂停了所有航班并停止运营。
目前JC運行總監為斯里蘭卡籍，曾在斯國發生嚴重飛安事故並因欺瞞該國民航局而被標記。此外，JC航空负责人唐春、王洪等已先后离职，目前负责人为JC航空原副董事长赵玮，但依然对云南景成集团董事长董勒成，柬籍名字：Heng Tong负责。

## 机队

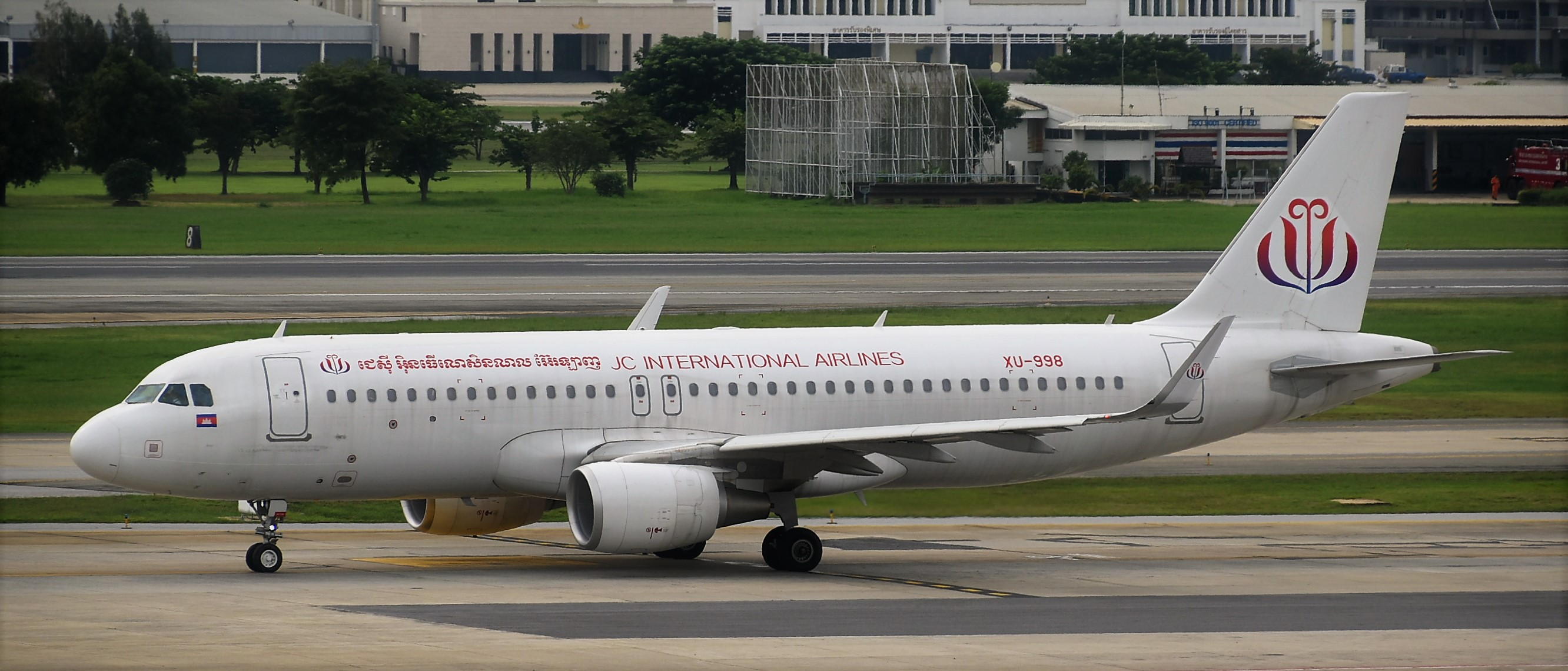
柬埔寨JC国际航空空中巴士A320-200

截止至2022年2月，柬埔寨JC国际航空仅拥有1架空客A320客机，其余4架客机已退租至中国天津的空客工厂。据悉，这5架飞机的租金一直拖欠未付。除飞机租金之外，JC航空目前还拖欠各方资金近3,000万美元，其中员工工资更是拖欠2年未付。
| 机型                 | 使用中 | 已预订 | 载客量 | 备注 |
| -------------------- | ------ | ------ | ------ | ---- |
| 空中客车A320系列-200 | 1      | —      | 180    |      |
| 合计                 | 1      | —      |        |      |

## 通航城市
截止2019年8月，柬埔寨JC国际航空的航线覆盖东亚、东南亚20个城市。受2019冠状病毒病疫情影响，柬埔寨JC国际航空关停了大部分航线，仅保留金边－曼谷素万那普、金边－昆明、金边－成都、金边－深圳四条航线。